# DC-DC перетворювач

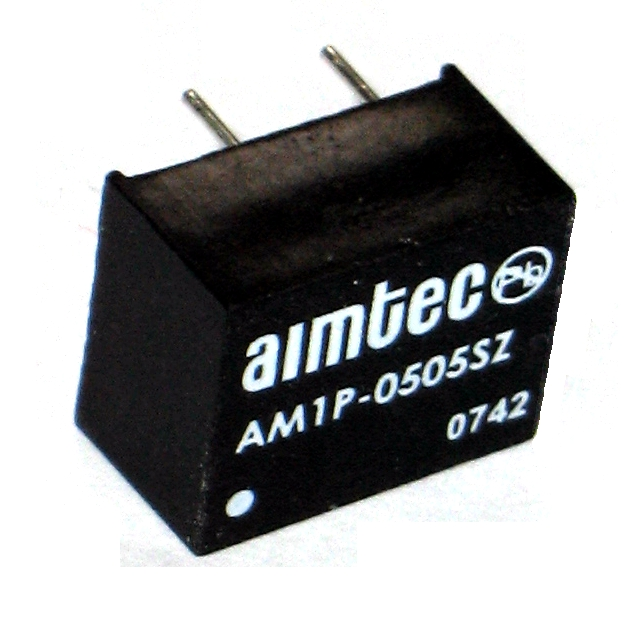
Непроникний DC-DC перетворювач модульного виконання для збирання на друкованій платі

DC-DC перетворювач — електронна схема або електромеханічний пристрій, який перетворює вихід джерела постійного струму (DC) від одного рівня напруги до іншого. Це різновид перетворювача електроенергії.  
Рівень потужності коливається від дуже низького (невеликі акумулятори) до дуже великого (високовольтне передавання потужності).

## Використання
Див. також: Високовольтна лінія постійного струму
DC-DC перетворювачі використовуються в переносних електронних пристроях, як-от мобільні телефони та переносні комп'ютери, котрі живляться переважно від батарей. Такі електронні пристрої часто містять кілька підсхем, кожна з яких має власну вимогу до рівня напруги, відмінну від тієї, що подається акумулятором або зовнішнім джерелом живлення (іноді вище або нижче напруги живлення). Водночас, напруга акумулятора зменшується з часом, коли його накопичена енергія витрачається. Перетворювачі постійний струм / постійний струм, забезпечують спосіб підвищення напруги від частково зниженої напруги акумулятора, і тим самим заощаджують місце, оскільки в іншому разі довелося-б використовувати кілька акумуляторів різної напруги для одного пристрою.
Більшість схем DC-DC перетворювачів, також регулюють вихідну напругу. Деякими винятками є високоефективні джерела живлення для світлодіодів, які є своєрідними перетворювачами постійного струму на постійний струм, що регулюють електричний струм крізь світлодіоди, і прості так звані помножувачі напруги, які подвоюють або потроюють вихідну напругу.

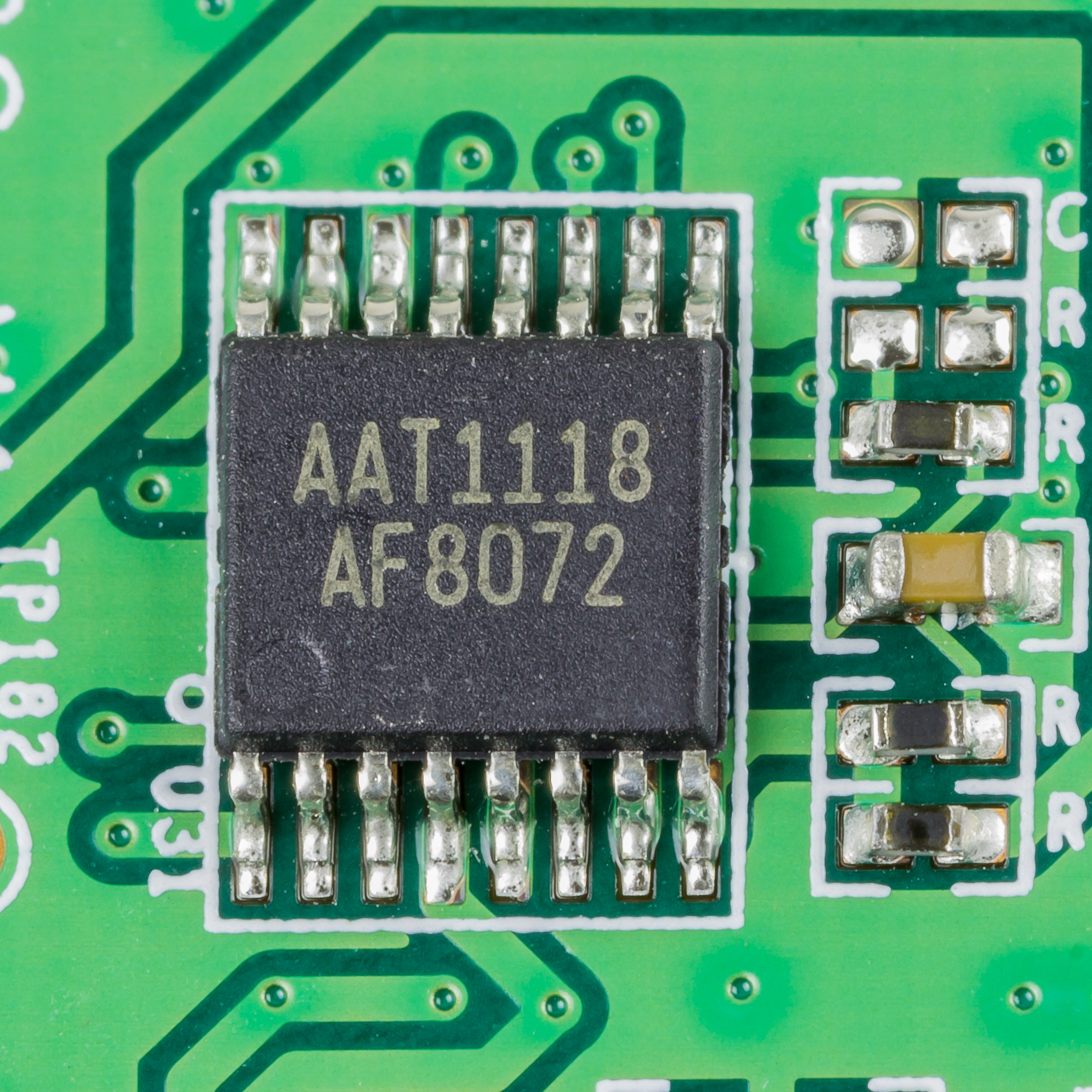
Удосконалена аналогова технологія AAT1118 - керований триканальний TFT LCD перетворювач DC-DC.

DC-DC перетворювачі, розроблені заради якнайбільшого відбору електроенергії для фотоелектричних систем і вітрогенераторів, називаються оптимізаторами потужності.
Трансформатори, які застосовуються для перетворення напруги на мережевих частотах 50–60 Гц, повинні бути великими та важкими для потужностей, що перевищують кілька ват. Це робить їх дорогими, і вони зазнають втрат енергії у своїх обмотках і через вихрові струми у власних осердях. Методи DC-DC перетворення, які використовують трансформатори або індуктори, працюють на значно більшій частоті, вимагаючи набагато менших, легших і дешевших складників намотування. Отже, ці способи застосовуються навіть там, де можна було б використовувати мережевий трансформатор; наприклад, для побутових електронних приладів, бажано випрямити напругу мережі до постійного струму, використовувати способи перемикання в режимі комутації, щоби перетворити її на змінний струм високої частоти потрібної напруги, а потім, здебільшого, випрямити до постійного струму. Весь цей складний контур дешевше і ефективніше, за простий мережевий трансформатор із таким же виходом. 

## Електронне перетворення

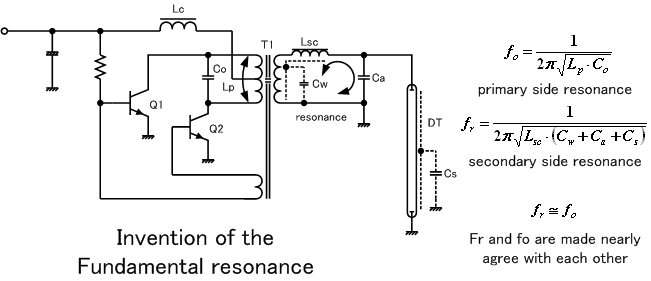
Приклад резонансного перетворювача малої потужності. Трансформатор, який використовується для передавання енергії, також є частиною резонансного контуру.

Придатні електронні перетворювачі використовують способи перемикання. Перетворювачі постійного струму з режимом перемикання, переробляють один рівень напруги постійного струму на інший, який може бути вищим або нижчим, тимчасово зберігаючи вхідну енергію, а потім вивільняючи цю енергію на вихід за різного рівня напруги. Зберігання енергії може бути або в компонентах накопичувача магнітного поля (індуктори, трансформатори), або в накопичувачі електричного поля (конденсатори). Імпульсне перетворення часто є більш дієвим (типова ефективність становить від 75% до 98%), за лінійне регулювання напруги, яке розсіює небажану потужність у вигляді тепла. Вадою перемикальних перетворювачів є електронний шум, котрий виробляється на високих частотах, який зазвичай треба фільтрувати. 

### Різновиди перемикальних перетворювачів
- Buck  — Понижувальний перетворювач напруги
- Boost — Підвищувальний широтно-імпульсний перетворювач
- Buck-Boost — Інвертуючий широтно-імпульсний перетворювач

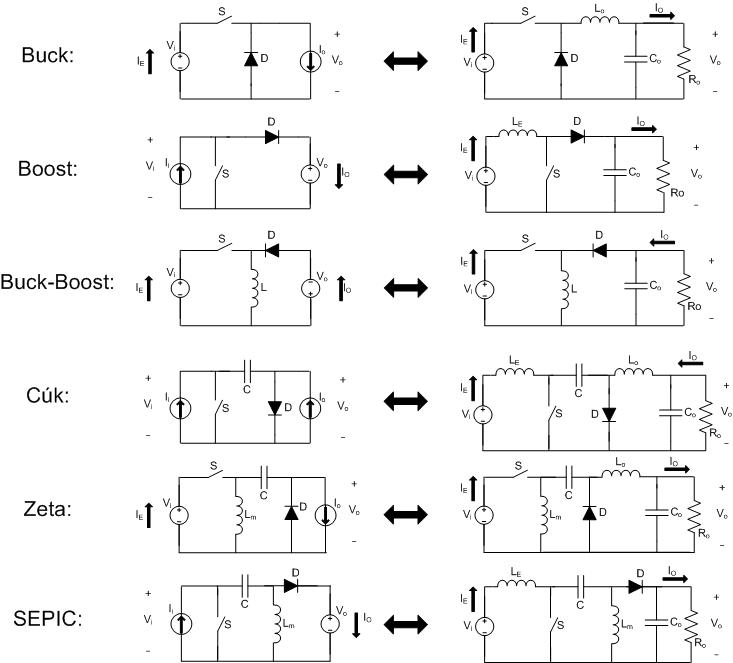
DC-DC перетворювачі

- Cuk — Перетворювач Cuk
- Zeta — Перетворювач Zeta
- SEPIK — Перетворювач SEPIC

## Електромеханічне перетворення
Основна стаття: Мотор-генератор
Установка двигун-генератор, яка має насамперед, історичну цікавість, складається з електричного двигуна та генератора, з'єднаних разом. Великі мотор-генераторні установки широко використовувались для перетворення промислової кількості енергії, тоді як менші блоки застосовувались для перетворення енергії акумулятора (6, 12 або 24 В постійного струму) на високу напругу постійного струму. 